# Konratice
Konratice (německy Konradschlag nebo Kainretschlag) jsou osada, část obce Horní Stropnice v okrese České Budějovice v Jihočeském kraji. Nachází se asi 4,5 kilometru jihozápadně od Horní Stropnice. Konratice jsou také název katastrálního území o rozloze 2,92 km², které spadá do přírodního parku Novohradské hory a ochranného pásma přírodní památky a evropsky významné lokality Bedřichovský potok.

## Historie
První písemná zmínka o vesnici pochází z roku 1367.

## Obyvatelstvo
| Rok            | 1869 | 1880 | 1890 | 1900 | 1910 | 1921 | 1930 | 1950 | 1961 | 1970 | 1980 | 1991 | 2001 | 2011 | 2021 |
| -------------- | ---- | ---- | ---- | ---- | ---- | ---- | ---- | ---- | ---- | ---- | ---- | ---- | ---- | ---- | ---- |
| Počet obyvatel | 177  | 204  | 219  | 230  | 232  | 213  | 172  | 89   | 43   | 8    | 4    | 8    | 7    | 7    | 8    |
| Počet domů     | 32   | 35   | 34   | 33   | 34   | 34   | 34   | 26   | 26   | 4    | 2    | 4    | 4    | 7    | 8    |

## Obecní správa
Při sčítání lidu v letech 1850–1975 Konratice byly osadou obce Rychnov u Nových Hradů, se kterým patřily nejprve do okresu Kaplice, ale v roce 1950 v okrese Trhové Sviny a od roku 1960 v okrese České Budějovice. Od 1. ledna 1976 jsou částí obce Horní Stropnice v okrese České Budějovice.

## Pamětihodnosti a přírodní zajímavosti
- kaplička
- poškozený pomník u kapličky
- kříž pod památnou Konratickou lipou u domu čp. 36
- stavby typické regionální architektury
- torzo rozsáhlé venkovské usedlosti východně od silnice mezi čp. 29 a 35
- památné stromy (Konratická lípa, Konratický dub)
- vyhlídkové místo do Novohradského podhůří na návrší jižně od vsi (při modré turistické značce)
- studánka Pod dubem (na úbočí vrchu s kótou 695 metrů jižně od vesnici)
- lesní údolí Liščí důl